# قائمة الحوادث الإرهابية
فيما يلي قائمة بالحوادث الإرهابية التي لم تنفذها دولة أو قواتها. وترد الاغتيالات في قائمة الأشخاص الذين اغتيلوا.

## ما قبل-1800
يناقش الباحثون ما يمكن أن يسمى بالإرهاب في الفترات السابقة. وظهر الشعور الحديث للإرهاب في منتصف القرن التاسع عشر.

## 1800-1899
| التاريخ        | النوع                 | الوفيات     | الإصابات  | الموقع                    | تفاصيل | مرتكب الحادث                                             | جزء من        |
| -------------- | --------------------- | ----------- | --------- | ------------------------- | --- | -------------------------------------------------------- | ------------- |
| 1865–1877      | جريمة قتل             | حوالي 3,000 | غير معروف | الولايات المتحدة          | قُتل حوالي 3 آلاف من فريدمان وحلفائهم من الحزب الجمهوري من قبل كو كلوكس كلان وحملات منظمة تنظيما جيدا من العنف من قبل البيض المحليين الآخرين في حملة من العنف الإرهابي الذي يضعف حكومات إعادة الإعمار في جنوب الولايات المتحدة وساعد على إعادة فرض الفصل الشرعي. | كو كلوكس كلان                                            | إعادة التشكيل |
| 13 ديسمبر 1867 | هروب من السجن         | 12          | 120       | المملكة المتحدة           | "كليركنويل أوتريج": انفجرت قنبلة بجوار جدار سجن كليركينويل كمحاولة لتحريض هرب تاجر أسلحة | جمعية فينيان                                             |               |
| 1880           | محاولة اغتيال         | 0           | 0         | روسيا                     | محاولة اغتيال الجنرال ميخائيل لوريس ميليكوف |                                                          |               |
| 1881           | اغتيال بواسطة التفجير | 2           | 12        | سانت بطرسبرغ، روسيا       | اغتيال القيصر الكسندر الثاني من روسيا. | نيكولاي ريسكوف وعضوة المجموعة الإرهابية نارودنايا فوليا. |               |
| 1881-5         | تفجير                 | 0 (+3)      | 98        | المملكة المتحدة           | حملة الديناميت فينيان ‏ | أخوية أيرلندا الجمهورية                                  |               |
| 1884           | اغتيال                | 2           | 0         | روسيا                     | اغتيال العقيد سوديكين، رئيس الشرطة. | نلهيست                                                   |               |
| 4 مايو 1886    | تفجير                 | 7 (+4)      | 160+      | شيكاغو                    | هيماركيت. وتعطلت مسيرة سلمية في هيماركت بشيكاغو بولاية ايلينوى عندما انفجرت قنبلة عندما كانت الشرطة تفرق المظاهرة العامة. | فوتلو                                                    |               |
| 23 يوليو 1892  | محاولة اغتيال         | 0           | 1 (+1)    | بطرسبرغ                   | يحاول الكسندر بركمان، وهو مغترب روسي، اغتيال هنري كلاي فريك، وهو رجل أعمال أمريكي، وممول، وراعي للفن، في بيتسبرغ. تم القبض على بيركمان ونجحت فريك. يدعي بيركمان الإلهام من قضية هيماركيت.                                                                       | ألكسندر بيركمان                                          |               |
| 9 ديسمبر 1893  | تفجير                 | 0           | 20        | باريس                     | قصفت الفوضى الفرنسية أوغست فايلانت مجلس النواب الفرنسى بجرح 20 نائبا. | أوغستي فيلانت                                            |               |
| 26 أغسطس 1896  | اختطاف                | 10+         | 0         | اسطنبول، الدولة العثمانية | احتلال الانفصاليين الأرمن للبنك العثماني. وأسفرت مذبحة مناهضة للأرمن عن مقتل حوالي 000 6 فرد. | الاتحاد الثوري الأرمني                                   |               |